# 雪山飛狐 (2007年のテレビドラマ)
『雪山飛狐』（せつざんひこ、簡体字: 雪山飞狐、拼音: Xuěshānfēihú）は、金庸の武俠小説『雪山飛狐』とその外伝の『飛狐外伝』を原作とし、中国で2007年に制作・放映したテレビドラマ。全40話。

## 概要
中国大陸・香港・台湾で活躍するキャストとスタッフが結集して製作したテレビドラマで、2007年には中華圏のマスコミがこぞって取り上げた。監督は香港のベテランヒットメーカーのウォン・ジン。本作は持ち味のコメディ色をほとんど出さず、スタイリッシュなアクション活劇を全面に押し出している。また、製作・脚本は『神鵰侠侶』『天龍八部』などを支えた中国勢が担当している。
主演は中国の若手俳優のニエ・ユエン、ヒロインは香港のアイドルTwinsのジリアン・チョン、香港の人気女優アテナ・チュウ、台湾のアン・イーシュアン。また『インファナル・アフェア』のアンソニー・ウォン、『ワンナイト・イン・モンコック』のアレックス・フォンなど演技派俳優が脇を固めている。

## キャスト
後記は吹替声優
- 胡斐 - ニエ・ユエン（聶遠）／阪口周平
- 袁紫衣 - アテナ・チュウ（朱茵）／加藤優子
- 程霊素 - ジリアン・チョン（鍾欣桐）／弓場沙織
- 苗若蘭 - アン・イーシュアン（安以軒）／勝田晶子
- 苗人鳳 - アレックス・フォン（方中信）／牛山茂
- 田帰農 - パトリック・タム（譚耀文）／横堀悦夫
- 平阿四 - ガオ・フー（高虎）／小松史法
- 陳家洛 - ウー・チンザァ（呉慶哲）／鈴木琢磨
- 文泰来 - サン・ウェイリン（桑偉淋）／杉山大
- 胡一刀 - アンソニー・ウォン（黄秋生）／沢木郁也

## スタッフ
- 原作：金庸『雪山飛狐』『飛狐外伝』
- プロデューサー：マ・ジョンジュン（馬中駿）、ワン・トンユェン（王同元）
- 総監督・脚本監修：ウォン・ジン（王晶）[注釈 1]
- 監督：ビリー・チョン（鍾少雄）、タム・ヨウイップ（譚友業）
- アクション監督：コン・タオホイ（江道海）
- 脚本：ダイ・ミンユー（戴明宇）、スン・ドゥオ（孫鐸）、バイ・イーツォン（白一）、ジャン・シャオリー （張暁莉）
- 撮影：パン・シュエジュン（彭学軍）
- 美術：イエ・ジェン（葉健）

## 日本での放映
- 2008年9月からチャンネルNECOで放送

## 日本語版ソフト
- 2008年8月にDVDがMAXAMより発売。